# Sorex mirabilis
Sorex mirabilis is een zoogdier uit de familie van de spitsmuizen (Soricidae). De wetenschappelijke naam van de soort werd voor het eerst geldig gepubliceerd door Sergej I. Ognjov in 1937.

## Kenmerken
Sorex mirabilis is de grootste soort uit de onderfamilie der roodtandspitsmuizen (Soricinae). De soort heeft een kop-romplengte van 74 tot 97 mm en een staartlengte van 63 à 70 cm. De vacht is grijsbruin.

## Voorkomen
De soort komt voor in Noord-Korea, de provincies Jilin en Heilongjiang in het noordoosten van China en de regio Primorje in het Russische Verre Oosten. Wordt aangetroffen in onaangeraakte loof- en gemengde bossen op hellingen en in valleien.

## Namen in andere talen
- Engels: Giant shrew ("Reuzenspitsmuis") of Ussuri shrew ("Oessoerispitsmuis")
- Russisch: Гигантская бурозубка, Gigantskaja boerozoebka ("Reuzenspitsmuis")